# Märkischheide
Märkischheide (bis zum 23. Oktober 1937 amtlich Weißagk), niedersorbisch Husoka, ist ein Gemeindeteil der Stadt Vetschau/Spreewald im Landkreis Oberspreewald-Lausitz in Brandenburg.

## Lage
Der Ort Märkischheide liegt in der Niederlausitz und im Biosphärenreservat Spreewald, unmittelbar nordöstlich der Kernstadt Vetschau. Umliegende Ortschaften sind Suschow im Norden, die zur Gemeinde Kolkwitz gehörenden Ortsteile Babow im Nordosten, Milkersdorf im Osten und Eichow im Südosten sowie Vetschau im Süden und Westen. Märkischheide gehört zum amtlichen Siedlungsgebiet der Sorben/Wenden.
Märkischheide grenzt unmittelbar an die Stadt Vetschau, die Grenze zwischen beiden Orten bildet die Bahnstrecke Berlin–Görlitz, die südlich von Märkischheide verläuft. Durch den Ort verläuft die Kreisstraße 6627 nach Burg. Das ehemalige Kraftwerk Vetschau liegt südlich von Märkischheide.

## Geschichte
Märkischheide wurde im Jahr 1450 als Wissek urkundlich erwähnt. Der ehemalige Ortsname Weißagk stammt aus der sorbischen Sprache und bedeutet hoch gelegener Ort. Zum 23. Oktober 1937 wurde der Ort von den Nationalsozialisten in Märkischheide umbenannt.
Bis in das 19. Jahrhundert war Märkischheide ein rein sorbischsprachiges Dorf. Für seine Statistik über die sorbische Bevölkerung in der Lausitz ermittelte Arnošt Muka in den 1880er-Jahren eine Einwohnerzahl von insgesamt 412, davon waren 411 Einwohner Sorben und nur ein einziger Einwohner Deutscher. Ernst Tschernik zählte für seine Untersuchungen 1954 insgesamt 1.028 Einwohner. Davon sprachen 76 Einwohner noch aktiv sorbisch, 32 Einwohner hatten Sorbischkenntnisse, was einem Anteil von insgesamt 11,5 % entsprach.
Nach dem Wiener Kongress 1815 ging die zuvor sächsische Niederlausitz an das Königreich Preußen über. Bei der Kreisneubildung 1816 kam Märkischheide an den Landkreis Calau. Am 25. Juli 1952 wurde Märkischheide dem Kreis Calau im Bezirk Cottbus zugeordnet, am 1. April 1959 erfolgte die Eingemeindung nach Vetschau. Nach der Wende lag Märkischheide zunächst im Landkreis Calau in Brandenburg, nach der brandenburgischen Kreisreform im Dezember 1993 kam Märkischheide zum Landkreis Oberspreewald-Lausitz. Der Ort ist heute baulich mit der Stadt Vetschau verbunden.

## Einwohnerentwicklung
| 1875 | 418 | 1910 | 686 | 1933 | 702 | 1946 | 1.014 |
| 1890 | 524 | 1925 | 683 | 1939 | 856 | 1950 | 986   |

## Persönlichkeiten
- Wilhelm Schieber (Wylem Šybaŕ; 1887–1974), niedersorbischer Maler, in Märkischheide geboren